# غاما سينغ
غاما سينغ هو مصارع هاوي كندي، ولد في 8 ديسمبر 1954 في بنجاب في الهند.

## روابط خارجية
- غاما سينغ على موقع CageMatch worker (الإنجليزية)
- غاما سينغ على موقع قاعدة بيانات المصارعة على الإنترنت (الإنجليزية)